# اقتصاد الاتحاد الأوروبي
اقتصاد الاتحاد الأوروبي هو الاقتصاد المشترك للبلدان الأعضاء في الاتحاد الأوروبي. وهو ثاني أكبر اقتصاد في العالم من حيث القيمة الاسميّة (بعد الولايات المتحدة) ومن حيث معادلة القوة الشرائيّة أو تعادل القوة الشرائيّة (بّي بّي بّي) (بعد الصين). قٌّدِر الناتج المحلي الإجمالي للاتحاد الأوروبي بنحو 18.8 تريليون دولار (على الأقل) في عام 2018، ممثلاً نحو 22 ٪ من الاقتصاد العالمي (الناتج المحلي الإجمالي الاسمي العالمي(.
اليورو، المُستَخدَم من قبل 19 دولة من أصل 27، ثاني أكبر عملة احتياطيّة وكذلك ثاني أكثر العملات المتداولة في العالم بعد الدولار الأمريكي. اليورو هو العملة الرسمية في 25 دولة، في منطقة اليورو وفي ستة بلدان أوروبية أخرى، رسميًا أو عمليًاً.
يتكوّن اقتصاد الاتحاد الأوروبي من سوق داخلي يضم اقتصادات متنوعة تعتمد على السّوق الحّرة والنماذج الاجتماعية المتقدمة. كان نصيب الفرد من الناتج المحلي الإجمالي (تعادل القوة الشرائية) 43.188 دولار في عام 2018، مقارنةً بنحو 62.869 دولار في الولايات المتحدة، و44.246 دولار لليابان و18.116 دولار في الصين. هناك تباينات كبيرة في نصيب الفرد من الناتج المحلي الإجمالي (تعادل القوة الشرائية) بين الدول الأعضاء تتراوح بين 106.372 دولارا في لوكسمبورغ إلى 23169 دولارا في بلغاريا. بقيمة منخفضة لمُعامل جيني البالغ 31، فإن الاتحاد الأوروبي يتميز بإعادة تقسيم للدخل أكثر مساواة من المعدل العالمي.
البورصة الرئيسية في منطقة اليورو هي يورونكست وهي سادس أكبر بورصة في العالم من حيث القيمة السوقية. بلغ إجمالي الاستثمارات الأجنبية في الاتحاد الأوروبي 5,1 تريليون دولار في عام 2012 ، في حين بلغ إجمالي استثمارات الاتحاد الأوروبي في الدول الأجنبية 9,1 تريليون دولار، وهو أعلى بكثير من الاستثمارات المحلية والأجنبية في العالم. أكبر الشركاء التجاريين للاتحاد الأوروبي هم الولايات المتحدة، الصين, سويسرا، روسيا, تركيا، اليابان, النرويج، كوريا الجنوبية، الهند وكندا.
منذ بداية أزمة الدَيَن العام في عام 2009، ظهرت الحالات الاقتصادية المتناقضة بين جنوب أوروبا من جهة، ووسط وشمال أوروبا من جهة أخرى: كارتفاع معدل البطالة والديون العامة في بلدان البحر المتوسط باستثناء مالطا، وانخفاض معدل البطالة مع ارتفاع معدل نمو الناتج المحلي الإجمالي في الشّرق وفي بلدان الشمال الأعضاء. في عام 2018، كان الدَيَن العام في الاتحاد الأوروبي 80 ٪ من الناتج المحلي الإجمالي، مع وجود تباينات بين أدنى معدل، في إستونيا بنسبة 8.4 ٪، والأعلى، في اليونان بنسبة 181.1 ٪.

## العملة
ابتداءً من عام 1999 استخدمت اليورو بعض الدول الأعضاء في الاتحاد الأوروبي، أما الآن فإن 19 من أصل 27 دولة في الاتحاد الأوروبي تستخدم اليورو كعملة رسميّة في اتحاد العملة. استمرت الدول التسع الأخرى في استخدام عملتها مع إمكانية الانضمام إلى اليورو في وقت لاحق. يُعد اليورو أيضًا العملة الأكثر استخدامًا في الاتحاد الأوروبي.
منذ عام 1992، حددت معاهدة ماستريخت معايير التقارب الاقتصادي والمالي الصارمة للدول التي تنضم إلى اليورو. ابتداءً من عام 1997، بدأ العمل بميثاق الاستقرار والنمو لضمان استمرار الاستقرار والتقارب الاقتصادي والمالي.
بدءًا من اليونان في عام 2009، عانت خمس دول من أصل 19 دولة من دول منطقة اليورو جراء أزمة الديون السيادية، والتي أطلق عليها الكثيرون اسم أزمة الديون الأوروبية. بدأت جميع هذه الدول (اليونان، أيرلندا، البرتغال، إسبانيا، قبرص) القيام بإصلاحات وحصلت على حزم إنقاذ. مع بداية عام 2015، تعافت جميع البلدان من أزمة ديونها باستثناء اليونان. كما شهدت دول أخرى خارج منطقة اليورو أزمة ديون، ومرت ببرامج إنقاذ ناجحة، وهي المجر ورومانيا ولاتفيا (الأخيرة قبل انضمامها إلى منطقة اليورو).